# 525
Раннє Середньовіччя. У Східній Римській імперії триває правління Юстина I. Наймогутнішими державами в Європі є Остготське королівство на Апеннінському півострові, де править Теодоріх Великий, та Франкське королівство, розділене на частини між синами Хлодвіга. У Західній Галлії встановилося Бургундське королівство.
Іберію та частину Галлії займає Вестготське королівство, Північну Африку — Африканське королівство вандалів та аланів, у Тисо-Дунайській низовині лежить Королівство гепідів. В Англії розпочався період гептархії.
У Китаї період Північних та Південних династій. На півдні править династія Лян, на півночі — Північна Вей. В Індії правління імперії Гуптів. В Японії триває період Ямато. У Персії править династія Сассанідів.
На території лісостепової України в VI столітті виділяють пеньківську й празьку археологічні культури. VI століття стало початком швидкого розселення слов'ян. У Північному Причорномор'ї співіснують різні кочові племена, зокрема гуни, сармати, булгари, алани.

## Події
- Англи поселилися на півночі сучасної Англії в Берніції.
- Теодоріх Великий послав Папу Римського Івана I з метою змусити імператора Візантії Юстина I відкликати едикт проти аріанства.
- Франки на чолі з Хлотаром і далі підкорюють Бургундське королівство.
- Правитель Аксуму Калеб завоював Ємен.
- Повінь затопила Едесу, вчинивши великі руйнування. За легендою під час відбудови міста знайшли Туринську плащаницю.
- Скіфський чернець Діонісій Малий (Dionysius Exiguus) запропонував рахувати роки від Різдва Христового. (див. Anno Domini)
- постало королівство Пік.